# Simulium choochotei
Simulium choochotei är en tvåvingeart som beskrevs av Takaoka och Choochote 2002. Simulium choochotei ingår i släktet Simulium och familjen knott.
Artens utbredningsområde är Thailand. Inga underarter finns listade i Catalogue of Life.